# German Football League 2 2008
Die Saison 2008 der German Football League 2 war die 27. Saison der GFL2, der zweithöchsten Spielklasse des American Football in Deutschland.
Meister in der Staffel Nord wurden die Assindia Cardinals, die sich in der Relegation gegen die Cologne Falcons durchsetzen konnten und damit in die GFL aufstiegen. Die Troisdorf Jets stiegen als Tabellenletzter in die Regionalliga ab, während die sportlich abgestiegenen Stuttgart Silver Arrows in der GFL2 verblieben.
In der Staffel Süd sicherten sich die Plattling Black Hawks die Meisterschaft. Auch sie konnten sich in der Relegation gegen die Darmstadt Diamonds durchsetzen und stiegen damit erstmals in die GFL auf. Absteiger in die Regionalliga waren die Königsbrunn Ants, die Bonn Gamecocks blieben trotz des sportlichen Abstiegs in der GFL2.

## Ligaaufteilung
| GFL2 Nord              | GFL2 Nord    | GFL2 Süd                       | GFL2 Süd    |
| ---------------------- | ------------ | ------------------------------ | ----------- |
| Team                   | Vorjahr      | Team                           | Vorjahr     |
| Assindia Cardinals (N) | 1. RL West   | Franken Knights                | 2. GFL2 Süd |
| Berlin Rebels          | 5. GFL2 Nord | Kirchdorf Wildcats             | 6. GFL2 Süd |
| Bonn Gamecocks (N)     | 2. RL West   | Königsbrunn Ants               | 5. GFL2 Süd |
| Düsseldorf Panther     | 4. GFL2 Nord | Montabaur Fighting Farmers (N) | 2. RL Mitte |
| Hamburg Eagles         | 1. GFL2 Nord | Plattling Black Hawks          | 3. GFL2 Süd |
| Langenfeld Longhorns   | 2. GFL2 Nord | Saarland Hurricanes (A)        | 6. GFL Süd  |
| Lübeck Cougars         | 3. GFL2 Nord | Stuttgart Silver Arrows (N)    | 1. RL Mitte |
| Troisdorf Jets         | 6. GFL2 Nord | Wiesbaden Phantoms             | 4. GFL2 Süd |

- Vorjahr = Platzierung und Liga des Vorjahres
- RL = Regionalliga
- (N) Aufsteiger aus der Regionalliga
- (A) Absteiger aus der GFL

## Saisonverlauf

### Reguläre Saison
Im Süden gab es eine Dreiklassengesellschaft. Den Titel spielten die Mannschaften aus Plattling, Rothenburg ob der Tauber (Franken) und Wiesbaden unter sich aus. Die zweite Klasse bildeten die Teams die restlichen Teams mit Ausnahme der Königsbrunn Ants. Mit einem neu formierten Team waren die Ants nicht konkurrenzfähig, ihnen gelang in der gesamten Saison nur ein Touchdown, trotzdem absolvierten sie alle Spiele und fielen trotz zum Teil heftiger Niederlagen nicht auseinander. Der Titelkampf war spannend bis fast zum letzten Spieltag, doch durch die jeweils verlorenen direkten Vergleiche mussten die Knights und die Phantoms auf einen Ausrutscher der Plattling Black Hawks hoffen. Sie hofften vergeblich, Plattling gab sich keine Blöße und gewann den Titel. Die Franken Knights konnten sich am letzten Spieltag noch an den Wiesbaden Phantoms vorbeischieben und belegten Rang zwei, die Phantoms mussten sich mit dem dritten Platz begnügen. Vierter wurde der Aufsteiger aus Montabaur, noch vor dem GFL-Absteiger aus dem Saarland, den Saarland Hurricanes. Der zweite Aufsteiger, die Stuttgart Silver Arrows, konnten die Klasse nicht halten, in einigen Spielen nur knapp geschlagen reichte es hinter den Kirchdorf Wildcats nur zum vorletzten Platz. 
Im Norden setzten sich der Aufsteiger aus der Regionalliga, die Assindia Cardinals, überraschend auch in der GFL2 durch und sicherten sich in einem spannenden Finish den Titel vor den Hamburg Eagles, dem Vorjahresmeister. Ebenfalls lange um den Titel mitkämpften die Langenfeld Longhorns und auch die Düsseldorf Panther, die mit 15:3 Punkten in die Runde starteten, dann aber vier ihrer letzten fünf Spiele verloren. Auf den Abstiegsrängen landeten der Aufsteiger aus Bonn sowie die Troisdorf Jets.

### Relegation um den Aufstieg in die GFL
In der Relegation der GFL Nord forderten die Assindia Cardinals die Cologne Falcons heraus. Im Süden trafen die Plattling Black Hawks auf die Darmstadt Diamonds.
Überraschend konnten die Cardinals aus Essen die favorisierten Falcons im Hinspiel in Köln ärgern und mit 24:17 gewinnen. Das war nicht zu erwarten, waren die Cardinals doch erst im Jahr zuvor aus der Regionalliga in die GFL2 aufgestiegen. Zudem sahen die Cologne Falcons bei ihren Auftritten in der GFL gar nicht so schlecht aus und konnten viele Spiele knapp gestalten, wenn sie auch verloren gingen. Und auch im Süden konnte sich der Zweitligist im ersten Spiel durchsetzen. Die Black Hawks aus Plattling gewannen den Offense-Schlagabtausch mit 43:33.
Die Rückspiele fanden am 20. September statt. Im Süden setzte sich erneut Plattling in einem Highscoringgame durch. Mit 44:36 mussten sich die Darmstadt Diamonds geschlagen geben und erneut den Weg in die Zweitklassigkeit antreten. Für die Plattling Black Hawks dagegen ist der Aufstieg in die Erstklassigkeit der größte Erfolg in der mehr als zwanzigjährigen Vereinsgeschichte. Und auch im Norden setzte sich der Underdog durch. Mit 28:23 konnten die Cardinals auch ihr Heimspiel gewinnen und stiegen damit sportlich in die GFL auf.

### Relegation zum Aufstieg in die GFL2
Um den Aufstieg in die GFL2 Nord traf der Meister der Regionalliga West, die Paderborn Dolphins, auf den Meister der Regionalliga Nord, die Hildesheim Invaders. Die Spiele fanden beide einen knappen Ausgang, doch die Invaders konnten sich jeweils durchsetzen. Zunächst gewannen sie in Paderborn mit 7:0, zuhause setzten sie sich mit 13:10 durch. Den zweiten Platz hätten der Zweite der RL West, die Bochum Cadets, und der Meister der RL Ost ausspielen sollen. Da die Bochumer die Spiele allerdings absagten, stieg der Meister der RL Ost auf.
In der Relegation um den Aufstieg in die GFL2 Süd sollte der Meister der RL Mitte, die Kaiserslautern Pikes, auf den zweiten der RL Süd, die Starnberg Argonauts, treffen. Doch der Vertreter aus Bayern verzichtete, sodass die Pikes aufstiegen. Um den zweiten freien Platz standen sich der Meister der RL Süd, die Aschaffenburg Stallions, und der Zweite der RL Mitte, die Rhein-Neckar Bandits aus Mannheim, gegenüber. Die Bandits behielten in beiden Spielen die Oberhand und stiegen ebenfalls auf.

## Statistik

### GFL2 Nord

#### Ergebnisse
| Mannschaft           | AC    | HE    | LL    | DP    | LC    | BR    | BG    | TJ    |
| -------------------- | ----- | ----- | ----- | ----- | ----- | ----- | ----- | ----- |
| Assindia Cardinals   |       | 30:18 | 27:27 | 19:7  | 17:14 | 24:6  | 42:14 | 24:0  |
| Hamburg Eagles       | 30:0  |       | 62:48 | 40:43 | 41:30 | 48:7  | 54:46 | 27:0  |
| Langenfeld Longhorns | 27:21 | 44:37 |       | 28:8  | 20:22 | 32:16 | 48:23 | 41:13 |
| Düsseldorf Panther   | 37:21 | 29:31 | 50:53 |       | 39:21 | 27:6  | 34:34 | 56:15 |
| Lübeck Cougars       | 6:7   | 26:50 | 44:41 | 10:6  |       | 49:13 | 43:18 | 34:20 |
| Berlin Rebels        | 15:31 | 21:14 | 35:26 | 17:21 | 23:0  |       | 16:14 | 23:13 |
| Bonn Gamecocks       | 10:38 | 0:21  | 35:49 | 24:30 | 31:35 | 28:0  |       | 14:6  |
| Troisdorf Jets       | 6:10  | 18:36 | 7:49  | 24:31 | 6:21  | 0:7   | 36:29 |       |

#### Tabelle
| Pl | Verein               | Sp | S  | U | N  | Punkte | TD      | Diff. |
| -- | -------------------- | -- | -- | - | -- | ------ | ------- | ----- |
| 1  | Assindia Cardinals   | 14 | 10 | 1 | 3  | 21:70  | 321:217 | +104  |
| 2  | Hamburg Eagles       | 14 | 10 | 0 | 4  | 20:80  | 509:342 | +167  |
| 3  | Langenfeld Longhorns | 14 | 9  | 1 | 4  | 19:90  | 533:400 | +133  |
| 4  | Düsseldorf Panther   | 14 | 8  | 1 | 5  | 17:11  | 418:343 | 0+75  |
| 5  | Lübeck Cougars       | 14 | 8  | 0 | 6  | 16:12  | 355:332 | 0+23  |
| 6  | Berlin Rebels        | 14 | 6  | 0 | 8  | 12:16  | 205:337 | −132  |
| 7  | Bonn Gamecocks       | 14 | 2  | 1 | 11 | 05:23  | 320:452 | −132  |
| 8  | Troisdorf Jets       | 14 | 1  | 0 | 13 | 02:26  | 164:402 | −238  |

### GFL2 Süd

#### Ergebnisse
| Mannschaft                 | PBH   | FK    | WP    | MFF   | SH    | KW    | SSA   | KA   |
| -------------------------- | ----- | ----- | ----- | ----- | ----- | ----- | ----- | ---- |
| Plattling Black Hawks      |       | 42:32 | 58:39 | 54:27 | 34:0  | 34:7  | 41:0  | 58:0 |
| Franken Knights            | 28:24 |       | 29:19 | 80:7  | 38:7  | 28:14 | 56:0  | 48:0 |
| Wiesbaden Phantoms         | 28:28 | 21:18 |       | 41:27 | 12:6  | 39:7  | 57:12 | 55:0 |
| Montabaur Fighting Farmers | 0:30  | 24:27 | 7:34  |       | 20:27 | 26:21 | 49:14 | 49:0 |
| Saarland Hurricanes        | 7:29  | 21:32 | 16:33 | 0:9   |       | 15:0  | 33:18 | 56:0 |
| Kirchdorf Wildcats         | 6:21  | 17:39 | 15:35 | 33:0  | 6:24  |       | 12:0  | 47:0 |
| Stuttgart Silver Arrows    | 6:55  | 28:35 | 6:48  | 17:35 | 42:21 | 42:44 |       | 42:0 |
| Königsbrunn Ants           | 0:48  | 0:70  | 0:51  | 0:33  | 0:38  | 0:37  | 7:34  |      |

#### Tabelle
| Pl | Verein                     | Sp | S  | U | N  | Punkte | TD      | Diff. |
| -- | -------------------------- | -- | -- | - | -- | ------ | ------- | ----- |
| 1  | Plattling Black Hawks      | 14 | 12 | 1 | 1  | 25:30  | 556:180 | +376  |
| 2  | Franken Knights            | 14 | 12 | 0 | 2  | 24:40  | 560:224 | +336  |
| 3  | Wiesbaden Phantoms         | 14 | 11 | 1 | 2  | 23:50  | 512:229 | +283  |
| 4  | Montabaur Fighting Farmers | 14 | 6  | 0 | 8  | 12:16  | 313:378 | 0−65  |
| 5  | Saarland Hurricanes        | 14 | 6  | 0 | 8  | 12:16  | 271:273 | 00−2  |
| 6  | Kirchdorf Wildcats         | 14 | 5  | 0 | 9  | 10:18  | 266:303 | 0−37  |
| 7  | Stuttgart Silver Arrows    | 14 | 3  | 0 | 11 | 06:22  | 261:493 | −232  |
| 8  | Königsbrunn Ants           | 14 | 0  | 0 | 14 | 00:28  | 007:666 | −659  |

- Tie-Breaker: Die Montabaur Fighting Farmers liegen vor den Saarbrücken Hurricanes aufgrund des direkten Vergleichs (9:0 und 20:27)

### Relegation zum Aufstieg in die GFL

#### Nord
|                                    |                                  |  |                 |                           |                    |  |                             |
|                                    | Köln 6. September 2008 18:00 Uhr |  | Cologne Falcons | \| \| 17 : 24 \| \| \| \| | Assindia Cardinals |  | Südstadion Zuschauer: 1.134 |
| (0:14, 7:0, 7:7, 3:3) Spielbericht | Köln 6. September 2008 18:00 Uhr |  | Cologne Falcons |                           | Assindia Cardinals |  | Südstadion Zuschauer: 1.134 |
|                                    | 17 : 24                          |  |                 |                           |                    |  |                             |
|                                    |                                  |  |                 |                           |                    |  |                             |

|                                     |                          |  |                    |                           |                 |  |                                     |
|                                     | Essen 20. September 2008 |  | Assindia Cardinals | \| \| 28 : 23 \| \| \| \| | Cologne Falcons |  | Sportpark Am Hallo Zuschauer: 1.200 |
| (7:3, 0:7, 7:0, 14:13) Spielbericht | Essen 20. September 2008 |  | Assindia Cardinals |                           | Cologne Falcons |  | Sportpark Am Hallo Zuschauer: 1.200 |
|                                     | 28 : 23                  |  |                    |                           |                 |  |                                     |
|                                     |                          |  |                    |                           |                 |  |                                     |

- Aufsteiger im Norden sind die Assindia Cardinals, absteigen müssen die Cologne Falcons.

#### Süd
|                                      |                                       |  |                    |                           |                       |  |                                                |
|                                      | Darmstadt 6. September 2008 16:00 Uhr |  | Darmstadt Diamonds | \| \| 33 : 43 \| \| \| \| | Plattling Black Hawks |  | Bürgerpark Nord Zuschauer: 202 Referee: Stehle |
| (7:20, 12:7, 14:7, 0:9) Spielbericht | Darmstadt 6. September 2008 16:00 Uhr |  | Darmstadt Diamonds |                           | Plattling Black Hawks |  | Bürgerpark Nord Zuschauer: 202 Referee: Stehle |
|                                      | 33 : 43                               |  |                    |                           |                       |  |                                                |
|                                      |                                       |  |                    |                           |                       |  |                                                |

|                                       |                              |  |                       |                           |                    |  |                                        |
|                                       | Plattling 20. September 2008 |  | Plattling Black Hawks | \| \| 44 : 36 \| \| \| \| | Darmstadt Diamonds |  | Karl-Weinberger-Stadion Zuschauer: 750 |
| (13:7, 10:7, 7:8, 14:14) Spielbericht | Plattling 20. September 2008 |  | Plattling Black Hawks |                           | Darmstadt Diamonds |  | Karl-Weinberger-Stadion Zuschauer: 750 |
|                                       | 44 : 36                      |  |                       |                           |                    |  |                                        |
|                                       |                              |  |                       |                           |                    |  |                                        |

- Im Süden qualifizierten sich die Plattling Black Hawks für ihre erste GFL-Saison, die Darmstadt Diamonds mussten den Weg in die Zweitklassigkeit antreten.

### Relegation zum Aufstieg in die GFL2

#### Nord
| Heimverein                       | Gastverein                       | Ergebnis |
| -------------------------------- | -------------------------------- | -------- |
| Paderborn Dolphins (1. RL West)  | Hildesheim Invaders (1. RL Nord) | 0:7      |
| Hildesheim Invaders (1. RL Nord) | Paderborn Dolphins (1. RL West)  | 13:10    |

- Der Vertreter der RL Ost steigt direkt auf, da die Bochum Cadets auf die Relegation verzichten. Der zweite Aufsteiger sind die Hildesheim Invaders.

#### Süd
| Heimverein                          | Gastverein                          | Ergebnis |
| ----------------------------------- | ----------------------------------- | -------- |
| Aschaffenburg Stallions (1. RL Süd) | Rhein-Neckar Bandits (2. RL Mitte)  | 8:34     |
| Rhein-Neckar Bandits (2. RL Mitte)  | Aschaffenburg Stallions (1. RL Süd) | 41:30    |

- Die Kaiserslautern Pikes steigen kampflos auf, da die Starnberg Argonauts verzichteten.